# Cosa de hombres (1996)
Cosa de hombres es el sexto álbum de estudio de la banda argentina de blues rock Memphis la Blusera, publicado por DBN, en agosto de 1996.
Es el segundo y último disco de la banda que tuvo más popularidad. Obtuvo un Disco de Oro.
De este álbum se destaca la canción "La Flor más Bella", una de las melodías más reconocidas.

## Lista de canciones
| N.º   | Título                            | Escritor(es)      | Duración |  |
| 1.    | «Como una mosca»                  | Otero - García    | 3:37     |  |
| 2.    | «La flor más bella»               | Otero - Beiserman | 3:36     |  |
| 3.    | «Estaño de bar»                   | Otero - Beiserman | 4:57     |  |
| 4.    | «El rock & roll y yo»             | Otero - Beiserman | 3:02     |  |
| 5.    | «La revolución»                   | Otero - Beiserman | 4:25     |  |
| 6.    | «Lo único importante es el Blues» | Otero - Beiserman | 7:02     |  |
| 7.    | «Lobo de mar»                     | Otero - Beiserman | 5:46     |  |
| 8.    | «Batiendo los boogies»            | Otero - Beiserman | 3.58     |  |
| 9.    | «Blues en Fa»                     | Otero - García    | 4.59     |  |
| 10.   | «Se necesita»                     | Otero - Beiserman | 7:02     |  |
| 11.   | «Cosa de hombres»                 | Otero - Prado     | 5:54     |  |
| 54:30 |                                   |                   |          |  |

## Créditos

### Integrantes
- Adrián Otero - voz principal y coros, maracas
- Daniel Beiserman - bajo, guitarra acústica y coros
- Emilio Villanueva - saxofónes
- Fabián Prado - órgano, piano y coros
- Alberto García - guitarra eléctrica
- Eduardo Anneta - batería

Miembros adicionales
- Ricky Olarte - congas en "Cosa de hombres"
- Pablo Rodríguez - saxofón soprano en "La revolución"

### Producción
- Fabián Prado - Productor artístico
- Mariano López - Técnico de grabación, mezcla y producción adicional en Estudio
- Adrián Rivarola - Técnico adicional
- Pablo Rivas - Asistente de estudio
- Mariano Grippo - Mánager personal
- Eduardo Angio - Mánager de escenario
- Gustavo Cocciararo y Ramón "Chicharrón" Gerez - Asistentes
- Ezequiel "Piperno" Nóbili - Luces
- Graciela Martins - Jefe de prensa
- Daniel Darras - Fotografía
- Leandro Rodríguez - Laboratorio
- Enrique Aurelli y Víctor De Ferrari - "Imagen Digital" y Robótica